# Петропавлівка (Куп'янський район)
Петропа́влівка — село в Україні, у Петропавлівській сільській громаді Куп'янського району Харківської області. До 2020 орган місцевого самоврядування — Петропавлівська сільська рада.

## Географія
Село Петропавлівка розташоване на річці Гнилиця, яка за 2 км впадає в річку Оскіл. Село витягнуто вздовж річки на 11 км. До села примикає село Кучерівка. Поруч проходить автомобільна дорога Н26. Поруч із селом проходить залізниця, станція Кулагівка.

## Історія
Дата першої згадки - 1821 рік
Село Петропавлівка утворилося за рахунок об'єднання кількох хуторів, які простягалися вздовж річки Гнилиці. Перший хутір, який там виник, так і називали Гнилицький, бо дуже вже болотистою, або як тоді казали — гнилою, була долина цієї річки. Втім землі тут дуже родючі і це спонукало багатьох слобожан оселятися вздовж Гнилиці.
Крім того тут почали добувати торф і як паливо возили на продаж до Куп'янська. Це був досить прибутковий бізнес. А ще там водилося дуже багато зайців, тому один з хуторів так і називався Заячий Яр. І саме тому заєць зображено на гербі та прапорі села. А ота біла хвиляста смужечка означає річку Гнилицю.
Петропавлівкою село стали називати після того, як туди перевезли куплену у міста Куп'янська дерев'яну церкву. Ця церква, зроблена з дубових колод без єдиного гвіздка, стояла в Куп'янську якраз там, де наразі знаходиться меморіал-поховання воїнів, що загинули під час оборони та звільнення міста від фашистів. Ця церква ще при освяченні отримала ім'я апостолів Петра і Павла.
Церкву хутір Гнилицький купив, розібрав і перевіз до себе. Там церкву зібрали, знову освятили у 1821 році і хутір тепер мав статус слободи, яка і отримала нинішню назву. Петропавлівка стала центром парафії для навколишніх хуторів і мала право на влаштування та проведення ярмарку на храмове свято.
Слобода була заможною і швидко розросталася. Незабаром Петропавлівка стала центром волості, до якої входив і приміський хутір Заоскілля. Волость тоді якийсь час так і називалася — Петропавлівсько-Заоскільська. До цієї волості входив і маленький хутір Локтіонівка, який згодом став селищем Куп'янськ-Вузловий.
Багате село Петропавлівка вже у 1836 році змогло дозволити собі звести цегляну церкву, а стару дерев'яну знову розібрали і перепродали. Тепер до Курилівки, де вона знаходиться і донині тільки тепер під ім'ям храму Іоана Богослова.
4 червня 1906 року в селі відбувся бунт і селяни і вигнали із волості старшину.
Під час визвольних змагань у селі кілька разів змінювалась влада.
У 1923 році Петропавлівську волость було ліквідовано і вона стала частиною Куп'янського району. В селі лишилася діяти тільки сільська рада. Під час колективізації в селі створили машинно-тракторну станцію, яку богохульники розмістили саме у приміщенні церкви.
Організований Сталіним голодомор 1933 року забрав життя багатьох мешканців Петропавлівки.
Після другої світової війни на території сільради було створено аж 6 колгоспів з такими назвами: Імені Леніна, Шлях Леніна, Імені Кірова, Комуніст, Маяк комуни, КІМ (Комуністичний Інтернаціонал Молоді). Після численних «укрупнень» було зібрано в єдине господарство всі навколишні землі і гігантський колгосп отримав назву «Шлях Леніна», який мав 12227 гектарів землі. Цей колгосп спеціалізувався на виробництві яловичини.
Цікаво, що за часів комуністичних перейменувань церковну назву села не змінили, хоча пропозиції від місцевих комуністів надходили постійно.
12 червня 2020 року, відповідно до Розпорядження Кабінету Міністрів України  № 725-р «Про визначення адміністративних центрів та затвердження територій територіальних громад Харківської області», увійшло до складу Петропавлівської сільської громади.
19 липня 2020 року, в результаті адміністративно - територіальної реформи та ліквідації колишнього Куп'янського району, село увійшло до складу Куп'янського району Харківської області.
У березні 2022 року Петропавлівка була окупована російськими військами. 2 жовтня 2022 року в ході контрнаступу ЗСУ на Харківщині село повернулось під контроль України. В кінці 2023 року російські війська посилили наступ на Куп'янськ на посилили тиск на село. Влітку 2024 року Петропавлівка знаходилась в 6 кілометрах від лінії фронту, на село час від часу скидали авіабомби.

## Населення

### Мова
Розподіл населення за рідною мовою за даними перепису 2001 року:
| Мова            | Кількість | Відсоток |
| --------------- | --------- | -------- |
| українська      | 2301      | 92.56%   |
| російська       | 167       | 6.72%    |
| румунська       | 8         | 0.32%    |
| білоруська      | 2         | 0.08%    |
| інші/не вказали | 8         | 0.32%    |
| Усього          | 2486      | 100%     |

## Економіка
- Молочно-товарна і птахо-товарна ферма.
- Куп'янський ветсанзавод, ДП.

## Культура

### Петропавлівська сільська бібліотека
Петропавлівська бібліотека заснована в 1903 році (за даними вісника «Народные библиотеки Харьковской губернии»). У селі задовго до війни стояла невеличка хатинка, яка була і клубом і бібліотекою.
За спогадами жителя села Кравченка Івана Дмитровича в селі задовго до війни у 1928 році був збудований клуб. В одній кімнаті була розміщено бібліотеку. В роки війни в клубі був військовий шпиталь. З 1952 по 1993 рік бібліотекарем працювала Романенко Лідія Павлівна.  З 1975 року в селі починає працювати новий Будинок культури. В цьому приміщенні була розміщена бібліотека на площі 126 м². З 1993 по 1996 роки в бібліотеці працювали Синько Зінаїда Іванівна, Васильєва Зоя Володимирівна, Книш Лілія Василівна, Ляшенко Аліна Єгорівна.
Ляхівка, Кулагівка, Молоданівка, Вершина, Слобода — під такими назвами на частини і по цей час поділено село Петропавлівка. Бібліотеки  були на Вершині, Кулагівці, Молоданівці. Там працювали досвідчені бібліотекарі — Ситнік Валентина Митрофанівна, Погребняк Ніна Сергіївна. У 2008 році фонд Кулагівської бібліотеки було передано на баланс Петропавлівської бібліотеки і в приміщенні організовано бібліотечний пункт.
Серед сільських бібліотек фонд Петропавлівської бібліотеки найбільший в районі. У 2009 році Петропавлівська бібліотека разом із центральною районною бібліотекою взяла участь в проекті «Організація нових бібліотечних послуг з використанням вільного доступу до  Інтернету». Завдяки цьому проекту в приміщенні бібліотеки 2010 році було відкрито Інтернет–центр. З 1997 року і по цей час завідувачем Петропавлівської бібліотечної філії працює Ляшенко Галина Володимирівна.

## Об'єкти соціальної сфери
- Петропавлівська загальноосвітня школа I—III ступенів.
- Петропавлівський ДНЗ ясла-садок «Веселка»

## Галерея

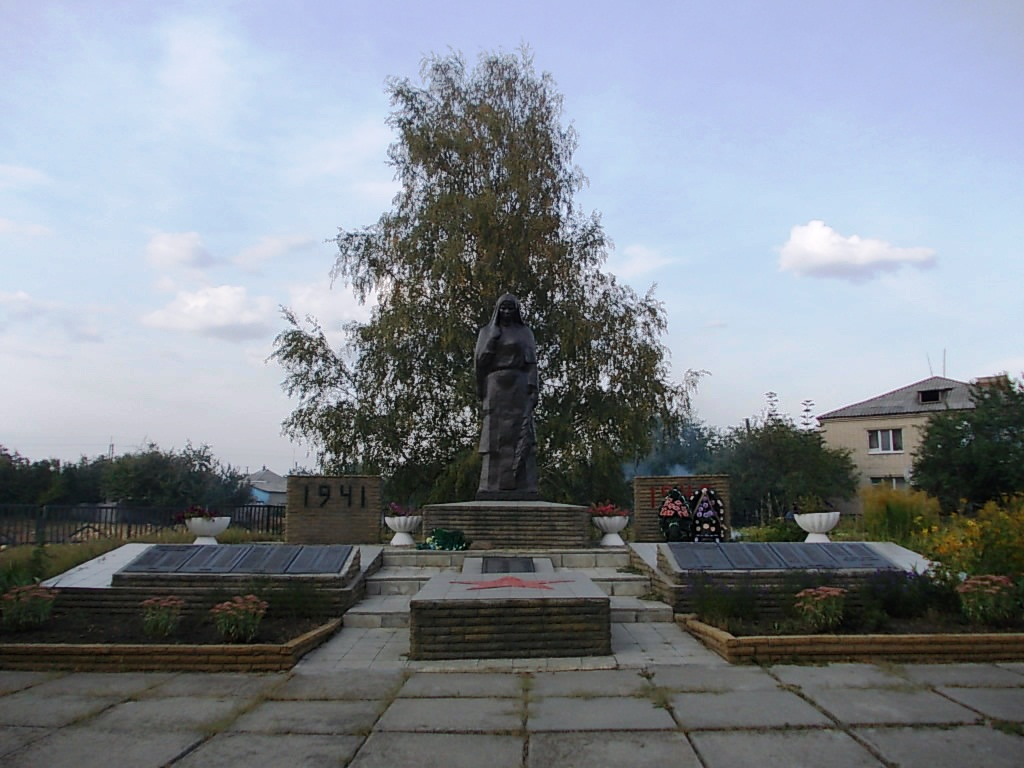
Братська могила радянських воїнів
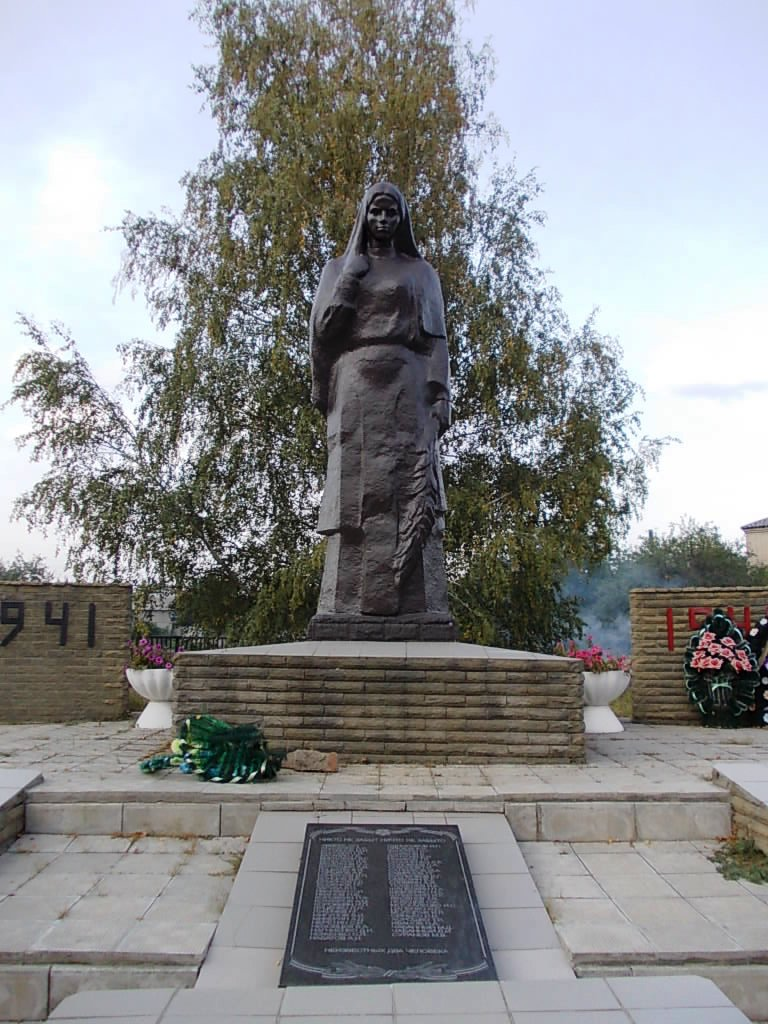
Пам'ятник на Братській могилі
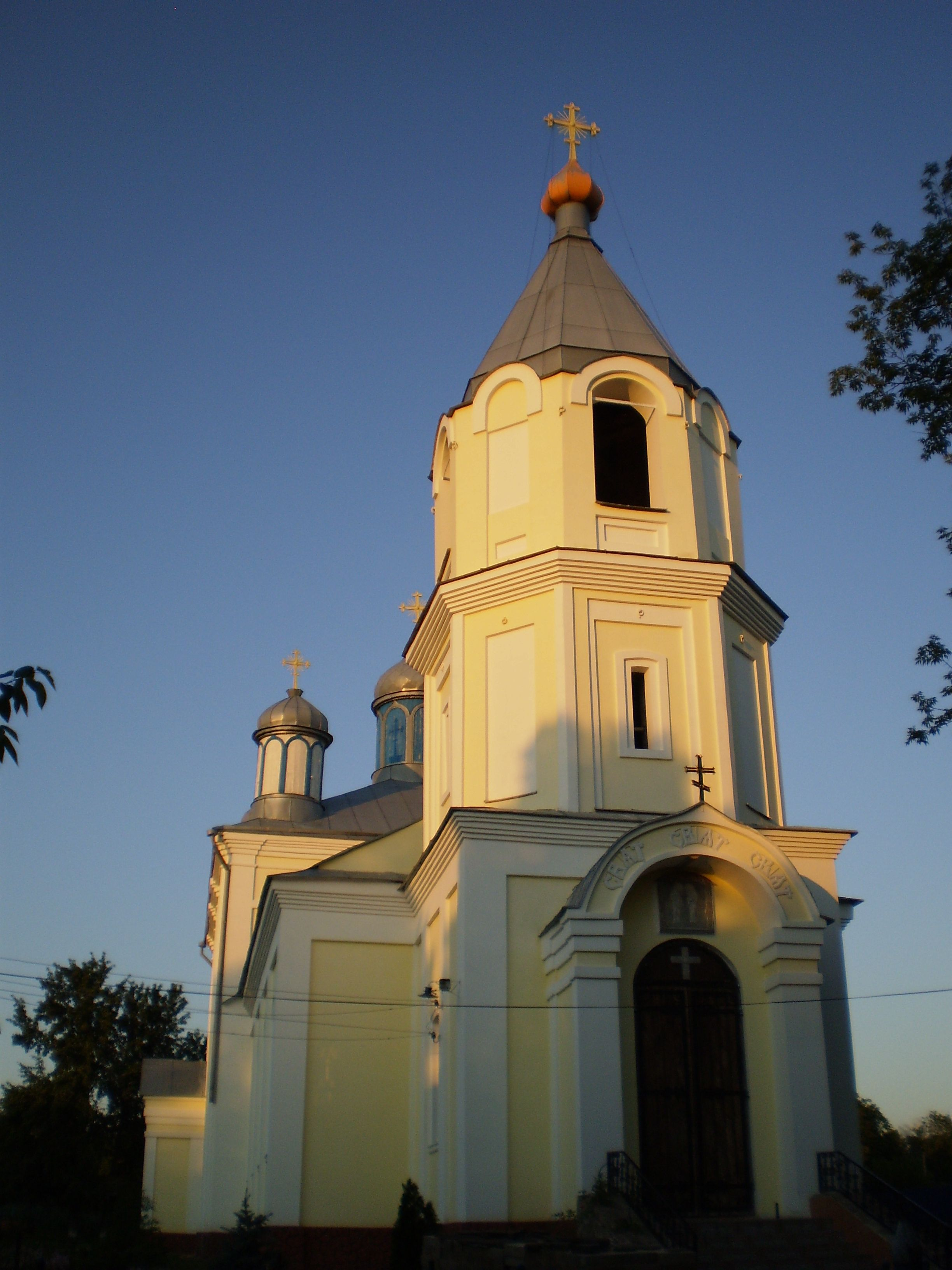
Петропавлівська церква з дзвіницею
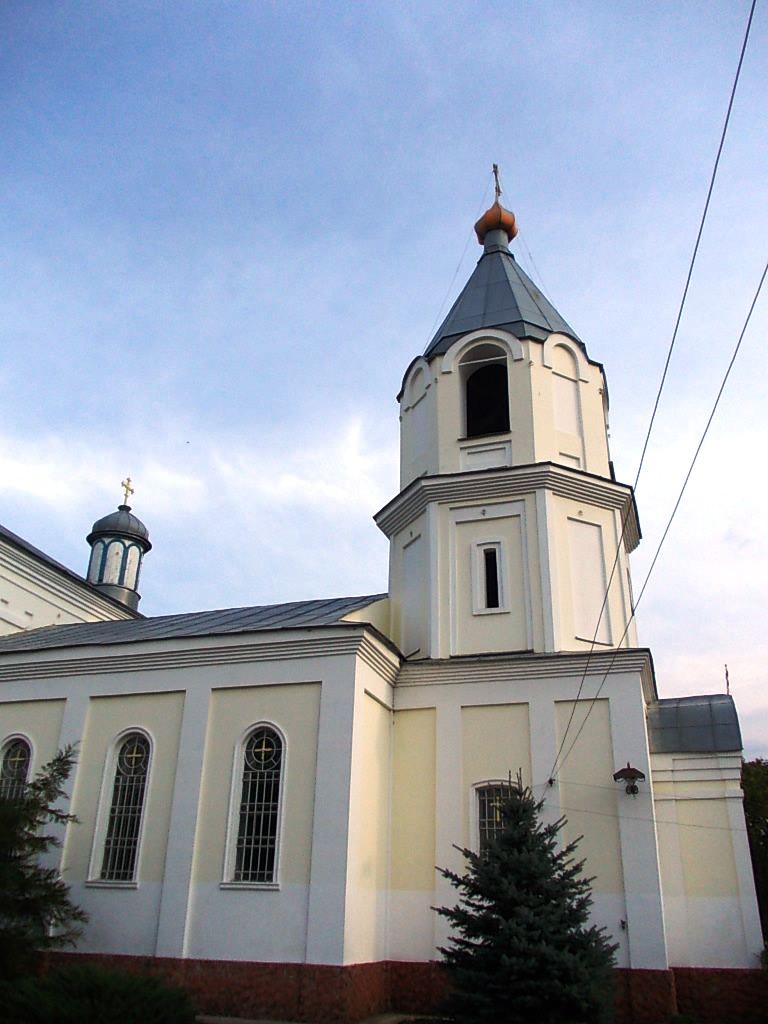
Вид збоку
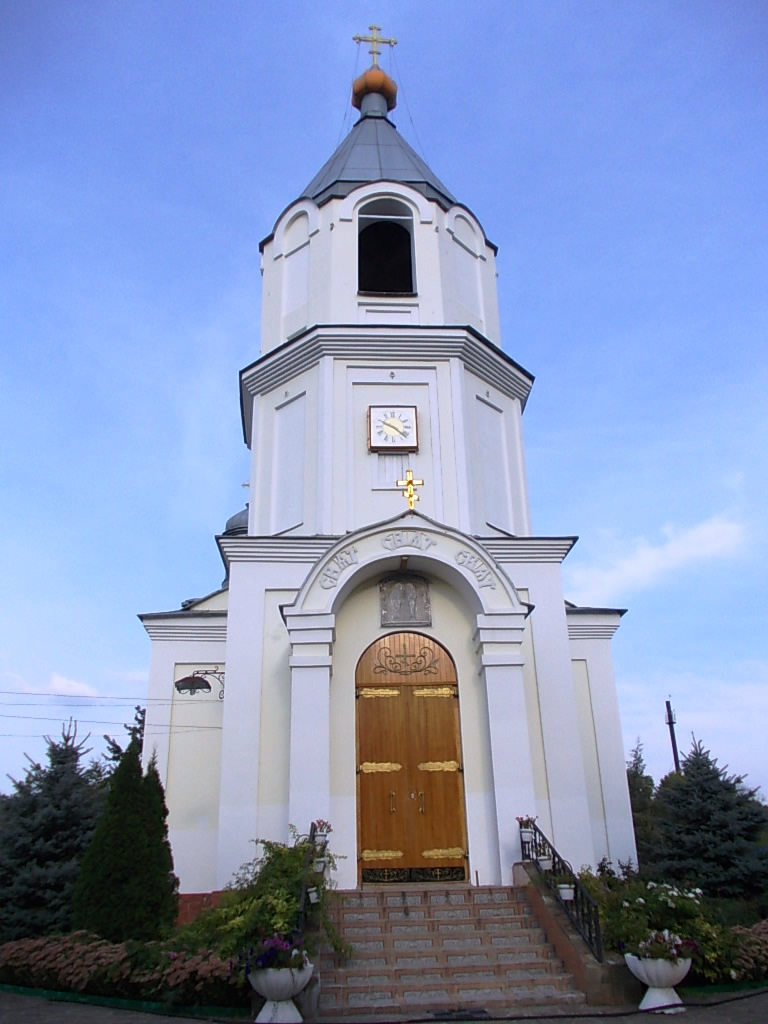
Центральний вхід з дзвіницею
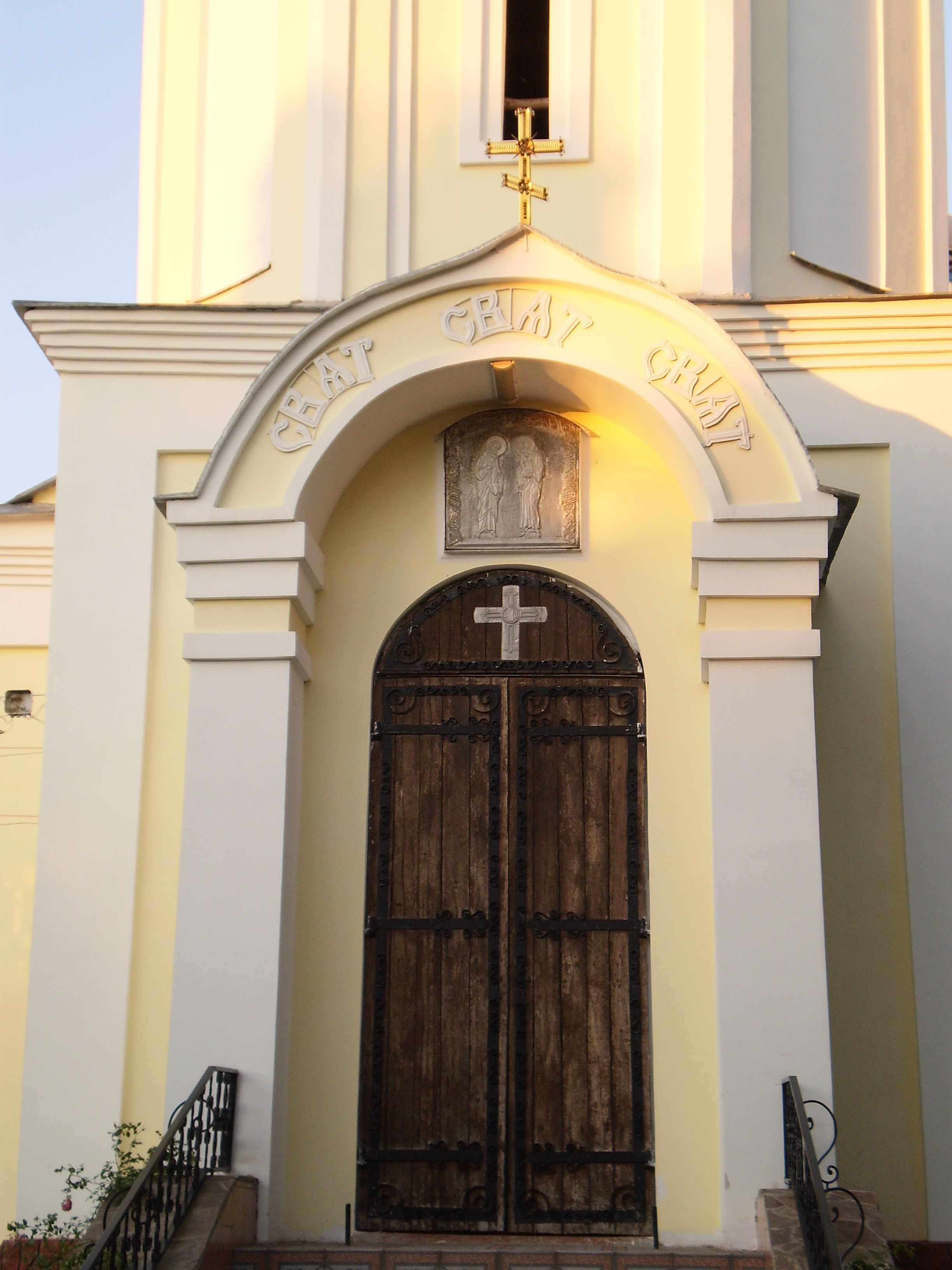
Вхід до храму